# 馬基拉國家公園
15°24′47″S 49°32′17″E / 15.413°S 49.538°E
馬基拉國家公園是馬達加斯加的國家公園，位於該國東北部，始建於2012年，面積3,850平方公里，該地區有125種鳥類、57種哺乳類動物棲息。